# Kazuo Kitai
Kazuo Kitai (北井 一夫, Kitai Kazuo) (né le 26 décembre 1944  est un photographe japonais.

## Crédit d'auteurs
- (en) Cet article est partiellement ou en totalité issu de l’article de Wikipédia en anglais intitulé « Kazuo Kitai » (voir la liste des auteurs).